# Комоцкий, Николай Антонович
Николай Антонович Комоцкий (5 (17) декабря 1879 — после 1931) — подполковник 16-го гусарского Иркутского полка, герой Первой мировой войны, участник Белого движения.
Из дворян, сын офицера.
В 1903 году окончил военно-училищные курсы Елисаветградского кавалерийского училища, откуда выпущен был корнетом в 50-й драгунский Иркутский полк. Произведен в поручики 1 сентября 1906 года, в штабс-ротмистры — 1 сентября 1910 года.
В Первую мировую войну вступил с 16-м гусарским Иркутским полком. Произведен в ротмистры 31 декабря 1914 года «за выслугу лет». Пожалован Георгиевским оружием
За то, что, будучи в чине ротмистра, в бою у д. Тсиск 18-го июля 1915 года, когда названный полк получил приказание атаковать противника, занимавшего окопы в лесу западнее д. Герваты, он, подавая пример доблести и лихости своим подчиненным, увлек их за собою и гусары, несмотря на значительные потери, пройдя под сильным артиллерийским, ружейным и пулеметным огнем три линии окопов, изрубили много немцев и обратили их в бегство.
Произведен в подполковники 28 января 1916 года со старшинством с 10 декабря 1915. На 4 марта 1917 года — в том же чине в том же полку.
В Гражданскую войну участвовал в Белом движении в составе Вооруженных сил Юга России и Русской армии до эвакуации Крыма. В 1920 году — полковник 3-го кавалерийского полка. Награждён орденом Св. Николая Чудотворца. В эмиграции в Югославии. В 1931 году — председатель Общества галлиполийцев в Великом Бечкереке. Дальнейшая судьба неизвестна.

## Награды
- Орден Святого Станислава 3-й ст. с мечами и бантом (ВП 20.06.1908)
- Орден Святого Владимира 4-й ст. с мечами и бантом (ВП 17.01.1915)
- Орден Святой Анны 4-й ст. с надписью «за храбрость» (ВП 13.04.1915)
- Орден Святого Станислава 2-й ст. с мечами (ВП 25.05.1915)
- Орден Святой Анны 2-й ст. с мечами (ВП 9.06.1915)
- Высочайшее благоволение «за отличия в делах против неприятеля» (ВП 29.11.1915)
- Георгиевское оружие (ПАФ 4.03.1917)
- Орден Святителя Николая Чудотворца (Приказ Главнокомандующего № 249, 31 октября 1921)